# Bella calamidades
Bella calamidades é uma telenovela estadunidense-colombiana exibida em 2010 pela Telemundo e Caracol Televisión.

## Elenco
| Ator                    | Personagem                                     |
| ----------------------- | ---------------------------------------------- |
| Danna García            | Dolores "Lola" Carrero Barraza de Machado      |
| Segundo Cernadas        | Marcelo Machado Cardona / Sr. Asdrúbal Machado |
| Adriana Campos          | Priscila Cardona Barbosa                       |
| María Elena Döehring    | Lorenza Cardona vda. de Machado                |
| Katie Barberi           | Silvana Barbosa vda. de Cardona                |
| Gustavo Angarita        | Aquiles Barraza                                |
| Diana Quijano           | Regina vda. de Galeano                         |
| Tiberio Cruz            | Romano Galeano / Sr. Manuel Rosendo Galeano    |
| Pablo Azar              | Renato Galeano                                 |
| Jonathan Islas          | Ricardo Galeano                                |
| Santiago Gómez          | René Galeano                                   |
| Ilja Rosendahl          | Rudy Walpole                                   |
| Daniela Tapia           | Nicolasa Fragoso                               |
| Rosemary Bohórquez      | Virginia Vidal                                 |
| Claudia Rocío Mora      | Juana Palomino                                 |
| Gary Forero             | Fabián Poncela                                 |
| Mimi Morales            | Esperanza Capurro                              |
| Herbert King            | Elias Romero                                   |
| Pedro Roda              | Pablo Ávila                                    |
| Rodolfo Valdés          | Nacho Mendoza                                  |
| Joseph Abadia           | Ovidio                                         |
| Lina Restrepo           | Felisa                                         |
| Alejandra Miranda       | Martha Carrero                                 |
| Leonardo Acosta         | José Carrero                                   |
| Luis Fernando Bohórquez | Samuel                                         |
| Ricardo Saldarriaga     | Padre Cayetano                                 |
| Ximena Duque            | Angelina                                       |
| Tirza Pacheco           | Custodia                                       |
| Vilma Vera              | Pánfila                                        |
| Rey Vásquez             | Don Teodoro                                    |
| María Margarita Giraldo | Agapita                                        |
| Didier van der Hove     | Javier Canal                                   |
| Sasha Valentina Molina  | Lola Carrero                                   |
| Javier Cabrera          | Policía Gutiérrez                              |
| Juan Carlos Garcia      | Luis                                           |
| Cristina Torres         | Jenny                                          |